# Kültür alakart
Kültür alakart ist ein türkisch-deutsches Kochbuch. Es wurde auf der Frankfurter Buchmesse 2008 vorgestellt und ist eine zweisprachige (deutsch und türkisch) Sammlung von Interviews, Texten und Rezepten. Die Herausgeber sind Ralf Frenzel, Christine Wagner und Şebnem Bahadır. 

## Entstehung
Kültür alakart ist das Ergebnis eines gemeinsamen Projekts des Studiengangs Kommunikationsdesign der Fachhochschule Wiesbaden und des Fachbereichs Angewandte Sprach- und Kulturwissenschaften der Johannes-Gutenberg-Universität Mainz.

## Inhalt
Vierundzwanzig Prominente aus der Türkei und Deutschland (mit türkischem Migrationshintergrund) stellen hier ihre Rezepte innerhalb des größeren Kontexts, wie sie türkische Kultur leben und erleben, vor. Unter anderem sind Feridun Zaimoglu, Mario Levi, Fazıl Say, Cem Özdemir, Lale Akgün, Dilek Güngör, Muhsin Omurca und M.K. Perker mit von der Partie, die zum Teil auch türkische Abwandlungen deutscher Gerichte oder deutsche Abwandlungen türkischer Gerichte präsentieren. Auch Leseproben von Werken der interviewten Personen finden sich in diesem Buch. 

## Besprechungen
Das Kochbuch erhielt einige Aufmerksamkeit. Der Spiegel nannte es 2008 immerhin das zurzeit „migrationspolitisch engagierteste türkisch-deutsche Kulturlese- und Koch-Buch“. Der RBB besprach das Buch umfangreich in seinem Radioprogramm. Patricia C. Borna von der Frankfurter Neue Presse sah in dem Projekt einen „praktischen Beitrag für das gelebte Miteinander zweier Kulturkreise“.

## Auszeichnungen
Kültür alakart wurde ausgezeichnet mit dem Destination Award Kategorie Türkisches Kochbuch bei den ITB BuchAwards 2010 der Internationalen Tourismusbörse.